# Якунин, Сергей Николаевич
Сергей Николаевич Якунин (укр. Сергій Миколайович Якунін; род. 21 июля 1984, Новопокровка, Харьковская область) — украинский футболист, игрок в мини-футбол. Игрок минского клуба «Дорожник» и сборной Украины по мини-футболу.

## Биография
Сергей Якунин — воспитанник харьковской школы футзала на молодёжном уровне уровне играл за местные Эхо и Локомотив. В чемпионате Украины по футзалу дебютировал сезоне 2001/2002 за Универ-Харьков под руководством Юрия Кобзаря.
В составе Универа Якунин провёл пять сезонов, за которые сумел проявить себя как высококлассный исполнитель. Это и позволило ему перейти в львовскую Энергию, которой тогда руководил хорошо знакомый Якунину по Универ-Харьков Юрий Кобзарь. В первом же сезоне вместе с Энергией Сергей Якунин выиграл Чемпионат Украины, а в сезоне 2007/2008 серебро национального первенства, также дошёл со своей командой до элитного раунда розыгрыша Кубка УЕФА в следующем сезоне.
В середине чемпионата 2008/2009 Якунин перебрался в львовский Тайм, с которым также стал чемпионом, а в следующем сезоне выиграл золотой дубль, а потом ещё и Суперкубок Украины.
После того как Тайм прекратил существовать в середине чемпионата 2010/2011, Якунин, как и большинство игроков, вместе с главным тренером Станиславом Гончаренко перешёл в Энергию, что формально называлось объединением в Энергию-Тайм. В том сезоне команда Якунина выиграла Кубок, а в чемпионате стала второй, проиграв в золотом матче плей-офф Урагану.
Через год Сергей Якунин, будучи одним из основных игроков Энергии, снова выиграл золотой дубль. В начале сезона 2012/2013 футзалиста беспокоили травмы, которые на давали возможность выйти на пик формы. Регулярно попадать в состав игрок начал только во второй части сезона и вместе с партнерами третий раз подряд выиграл Кубок Украины.
С 2015 года выступает за харьковскую любительскую команду «Nik & Ars».

## Сборная Украины
Сергей дебютировал за сборную Украины по мини-футболу в 2007 на чемпионате Европы по футзалу в матче против России 1:4.

## Достижения
- Чемпион Украины: 2006/07, 2009/10 2011/12
- Обладатель Кубка Украины: 2009/10, 2010/11, 2011/12, 2012/13
- Обладатель Суперкубка Украины: 2009
- Обладатель Кубка Белоруссии: 2016/17